# The Red Bulletin

Логотип журнала

Выпуск после Гран-при Японии 2007 года

The Red Bulletin (с англ. — «Красный бюллетень», схоже с названием владельца — Red Bull) — журнал о Формуле-1, выходящий во время всех Гран-при. На каждом Гран-при выпускается 4 номера: в пятницу, субботу, воскресенье и после проведения Гран-при. Слоган — «Почти независимый журнал Ф1».
Журнал печатается прямо в месте проведения Гран-при. Выпускается тиражом 10000 экземпляров, распространяется бесплатно в паддоке. Впервые вышел на Гран-при Монако 2005 года.
Последний номер во время гран-при выпускается через 30 минут после финиша гонки.
Состав редакции — 25 человек.
С конца 2007 года выпускается также отдельный ежемесячный журнал под тем же названием.